# Diskursatlas Antifeminismus
Der Diskursatlas Antifeminismus ist ein deutschsprachiges Online-Lexikon.  Es stellt antifeministische bzw. antigenderistische Themen und Narrative dar und nimmt Vernetzungen dieser Akteure in den Blick. Finanziert wird es laut dem Initiator Andreas Kemper „aus eigener Tasche“.

## Entstehung
Der Diskursatlas Antifeminismus ging im März 2018 online. Es handelt sich um eine überarbeitete Fortsetzung der antifeminismuskritischen Online-Enzyklopädie Agent*in. Nach Kritik an diesem Online-Lexikon zog sich die Heinrich-Böll-Stiftung aus dem Projekt zurück, welches unter neuem Namen Diskursatlas Antifeminismus und mit weiterentwickeltem Konzept vom Redaktionsteam wenige Monate später wieder online gestellt wurde.

## Konzeption und Rezeption
Mit dem Diskursatlas Antifeminismus werde nach eigenen Angaben versucht, Strömungen, die sich gegen Feminismus und Schwulen- und Lesbenbewegung wenden, „zu kartografieren, zu rekonstruieren und entsprechend ihrer Inhalte, Themen und Überschneidungen zu gruppieren“. Die einzelnen Artikel lassen sich über die Begriffe „Bevölkerung“, „Geschlecht“, „Sexualität“, „Familie“, „Bildung“, „Arbeit“, „Gleichstellung“, „Gewalt“ finden. Im Fokus der Betrachtung stehen Bezeichnungen („antifeministische Narrative“) wie z. B. „Homolobby“, „Frühsexualisierung“, „Sodomie“, „rotgrün-versifft“, aber auch als antifeministisch wahrgenommene Netzwerke wie bspw. „Agenda Europe“.
Das Online-Lexikon basiert technisch auf der Software MediaWiki als Content-Management-System.
Die Geschichte des Antifeminismus werde im Wiki Diskursatlas Antifeminismus nicht gänzlich ausgespart, so die Soziologin Rebekka Blum 2019, jedoch „werden vor allem die Unterschiede zwischen aktuellen und historischen antifeministischen Entwicklungen hervorgehoben“.
Annette Henninger schrieb 2020: „Systematische, international vergleichende Untersuchungen zu Antifeminismus in verschiedenen gesellschaftlichen Feldern wie auch zur transnationalen Vernetzung antifeministischer Akteur*innen stehen noch am Anfang. Als praxisbezogene Interventionsstrategie gilt es, weiterhin öffentlichkeitswirksam über antifeministische Strategien, Argumentationen und Fehlinformationen aufzuklären [...] Der Diskursatlas Antifeminismus stellt im Internet Informationen über Antifeminismus und seine Erscheinungsformen in unterschiedlichen Teildiskursen bereit, die regelmäßig aktualisiert werden.“

## Redaktion
Das Redaktionsteam besteht aus „Wissenschaftler*innen, die zu den Themen Geschlecht, Antifeminismus und Neue Rechte forschen, sowie aus aktivistisch Interessierten“. Verantwortlich ist Andreas Kemper.
Die Redaktion ist Praxispartner des Forschungsnetzwerks „Krise der Geschlechterverhältnisse? Anti-Feminismus als Krisenphänomen mit gesellschaftsspaltendem Potenzial“ (REVERSE) an der Universität Marburg.

## Publikationen
- Andreas Kemper: Diskursatlas Antifeminismus. Möglichkeit und Relevanz eines internetgestützten Diskursatlanten in der Auseinandersetzung mit Antifeminismus. In: Helmut Kellershohn, Alexander Häusler (Hg.): Das Gesicht des völkischen Populismus. Neue Herausforderungen für eine kritische Rechtsextremismusforschung. Unrast, Münster 2018, ISBN 978-3-89771-770-1, S. 162–180.